# Agostino Schiaffino
Agostino Schiaffino (Camogli, ... – ...; fl. XVII secolo) è stato un poeta e storico italiano.

## Biografia
Appartenente all'ordine dei Carmelitani della Congregazione Olivetana, lo Schiaffino fu poeta e storico.
Poeta di lingua ligure, nel 1638 fu tra gli autori inseriti nell'antologia dedicata al primo doge reale della Repubblica di Genova, ovvero "rappresentante" della vergine Maria regina del capoluogo ligure, con il componimento Per ra incoronazion dro serenissimo principe Aostin Paravexin.
Come storico si distinse per aver realizzato un libro sulle vite dei Papi, uno sulla storia di Genova ed uno sulla storia di tutte le chiese di Liguria.

## Opere
- Annali ecclesiastici della Città di Genova
- Vite de' Pontefici
- Historie di Genova
- Origini di tutte le chiese della Liguria
- Poesie